# 石井信弘
石井 信弘（いしい のぶひろ、1924年〈大正13年〉7月4日 - 1987年〈昭和62年〉2月4日）は、昭和時代の政治家。愛知県尾西市長。

## 経歴
名古屋市出身。1942年（昭和17年）愛知工業学校卒業。
同校卒業後、名古屋鉄道管理局に入る。のち中島郡起町役場に転じ、市制施行で尾西市役所に移る。1977年（昭和52年）助役を経て、1981年（昭和56年）尾西市長に当選。同年7月に就任し、2期目在任中に死去した。